# 5 Brygada Kawalerii Narodowej

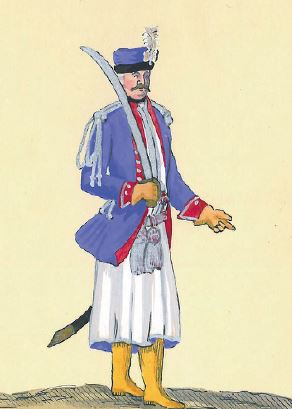
Oficer 3 Ukraińskiej Brygady Kawalerii Narodowej Lubowidzkiego

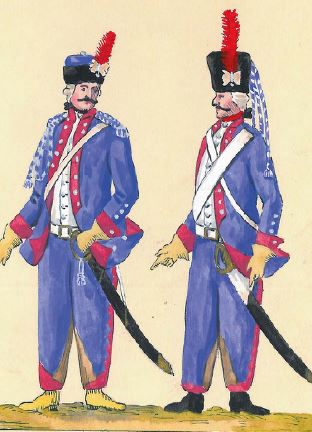
Towarzysz i szeregowy 3 Ukraińskiej Brygady Kawalerii Narodowej

5 Brygada Kawalerii Narodowej – brygada jazdy koronnej Rzeczypospolitej Obojga Narodów.

Inne nazwy: 
1. W okresie istnienia czterech brygad - do jesieni 1789: 3 Brygada Kawalerii Narodowej w Dywizji Ukraińskiej i Podolskiej (potocznie: 3 Ukraińska Brygada Kawalerii Narodowej)[1]
2. po reorganizacji i utworzeniu ośmiu brygad w 1789: 1 Ukraińska Brygada Kawalerii Narodowej[2].

## Formowanie i zmiany organizacyjne
Utworzona w 1776 z chorągwi husarskich i pancernych partii ukraińskiej i podolskiej jako 3 Brygada Dywizji Ukraińskiej.
W październiku 1789 roku rozpoczęto reorganizację brygad kawalerii. Z dwóch chorągwi II Ukraińskiej BKN i dziesięciu chorągwi III Ukraińskiej Brygady KN utworzono 1 Ukraińską Brygadę Kawalerii Narodowej Stefana Lubowidzkiego, a jej chorągwiom nadano numery od 49 do 60. Początkowo wchodziła w skład teoretycznie istniejącej Dywizji Wołyńskiej i Kijowskiej; następnie, po zmianie podziału wojska, w skład Dywizji Kijowskiej i Bracławskiej. Proces rozbudowy i translokacji poszczególnych chorągwi trwał wiele następnych miesięcy. W czerwcu 1791 liczyła 1756 „głów” i 1741 koni.
Wiosną 1792 roku, w przededniu wojny z Rosją uzyskała swój najwyższy rozwój organizacyjny i liczyła etatowo 1818 ludzi, a faktycznie 1782.  W marcu 1792 stacjonowała w Białej Cerkwi.
6 maja 1793 wcielona do wojsk rosyjskich pod nazwą Brygady Dnieprskiej. Po wybuchu powstania kościuszkowskiego, brygadzie nie udało się przebić się przez kordon i została przez Rosjan rozwiązana.

## Stanowiska
Brygadę podzielono na półbrygadę III ukraińską i półbrygadę małopolską. Podział ten został utrzymany do 1792 r.
- półbrygada – Białocerkiew, Mohylew, Targowica
- 8 chorągwi w Małopolsce (1779-1792).

## Walki brygady
Brygada wzięła udział w wojnie z Rosją w 1792, m.in. w bitwie pod Zieleńcami. W 1793 roku pozostała za kordonem rozbiorowym i 6 maja 1793 roku została wcielona do armii rosyjskiej. W kwietniu 1794 roku, wobec groźby wyruszenia jednostki do powstania, rozbrojono ją.
Żołnierze brygady walczyli pod Motowiłówką (11 czerwca 1792), Boruszkowcami (15 czerwca 1792), Zieleńcami (17 czerwca 1792) oraz, Dubienką (18 lipca 1792).

## Żołnierze brygady
Do jesieni 1789 roku sztab brygad składały się z brygadiera, vicebrygadiera, kwatermistrza, audytora i adiutanta. Nowo uchwalony etat poszerzał sztab brygady o trzech majorów i adiutanta. Zgodnie z prawem ustanowionym 9 października 1789 roku brygadier, vicebrygadier i major  mieli być wybierani przez króla spośród przedstawionych mu przez Komisję Wojskową w połowie osób zgodnie ze starszeństwem i zdatnością ze służby czynnej i w połowie spośród rotmistrzów z kawalerii narodowej i rodaków wracających ze służby zagranicznej. Pozostałych oficerów sztabu fortragował brygadier.
Komendanci:
- Stefan Lubowidzki (1776 - 27 V 1792),
- Jan Świejkowski (6 VII 1792 - )